# Ichthydium (Ichthydium) palustre
Ichthydium (Ichthydium) palustre is een buikharige uit de familie Chaetonotidae. Het dier komt uit het geslacht Ichthydium. Ichthydium (Ichthydium) palustre werd in 1981 voor het eerst wetenschappelijk beschreven door Kisielewski. 